# Liebitz
 Liebitz  est une petite île allemande située en mer Baltique à 700 mètres de Rügen.
L’île a une surface de 64 ha.